# Mwuetsi
Mwuetsi è il primo uomo di cui si racconta nella mitologia delle popolazioni makoni dello Zimbabwe, figlio del dio del cielo Maori.

## Nel mito
Dopo avergli donato un corno di ngona venne inviato sulla terra in fondo a un lago, risalì fino in superficie per trovare un mondo disabitato, Maori creò allora la vegetazione ed una compagna per lui, Massassi e successivamente Morongo, con cui ebbe prole. 
Maori ad un certo punto gli proibì di avere altra prole, al che suo figlio gli disubbidì e la donna generò solo animali, fra cui leoni e serpenti, finendo con il preferire uno di questi all'uomo. L'animale morse lo stesso Mwuetsi quando questi cercò di violentare Morongo, così lui morì e venne sepolto sotto terra.